# Tetraodon biocellatus

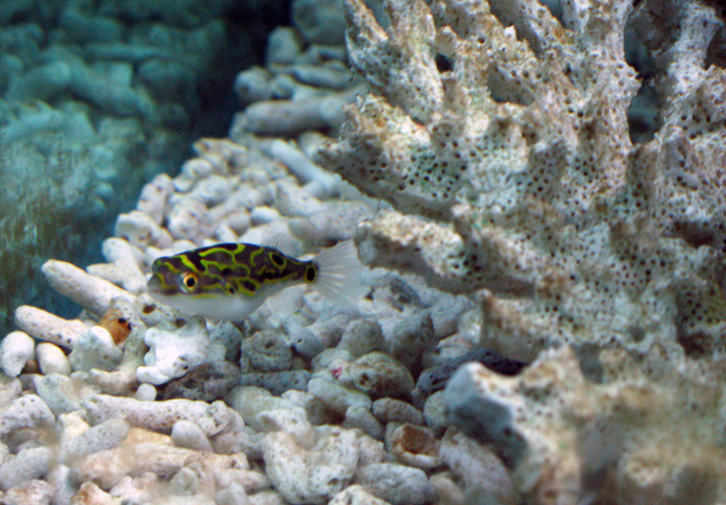
Tetraodon biocellatus

Tetraodon biocellatus és una espècie de peix de la família dels tetraodòntids i de l'ordre dels tetraodontiformes.

## Morfologia
- Els mascles poden assolir 8 cm de longitud total.[4][5]

## Alimentació
Menja caragols i d'altres organismes bentònics.

## Hàbitat
És un peix d'aigua dolça, de clima tropical (22 °C-26 °C) i demersal.

## Distribució geogràfica
Es troba a Àsia: Indoxina, Malàisia i Indonèsia.

## Observacions
És inofensiu per als humans.